# Habitatge al carrer de l'Arquebisbe Alemany, 12(Vic)
L'Habitatge al carrer de l'Arquebisbe Alemany, 12 és una obra noucentista de Vic (Osona) inclosa a l'Inventari del Patrimoni Arquitectònic de Catalunya.

## Descripció
Edifici civil. Casa entre mitgeres que consta de planta baixa, dos pisos i golfes. La planta baixa és destinada a establiments comercials. El primer pis presenta un ampli balcó i el segon pis és més baix i té dos balcons més petits. Les golfes tenen una galeria sostinguda per pilars de totxo que tenen formes geomètriques. La part baixa té un fris de pedra i unes dovelles que emmarquen els portals d'arc rebaixat. L'edifici presenta decoracions de totxo amb diferents colors i bonics esgrafiats de color groc i blanc amb motius vegetals i d'oficis. Cal remarcar el treball de ferro forjat i la ceràmica de colors de la barbacana. L'estat de conservació és bo, encara que els edificis de l'entorn desdiguin de l'estil de la casa.

## Història
L'arquitecte municipal de Vic, J. Miquelerena, projectà l'obertura d'un carrer que comuniqués el centre de la ciutat amb l'estació del Ferrocarril a l'any 1903. L'any 1910 s'inaugurà el nou carrer, anomenat Verdaguer i l'edifici de la nova estació de Ferrocarril.
Aquest carrer fou l'eix que va permetre la urbanització del sector de ponent de la ciutat i a l'any 1922 s'obrí el carrer Arquebisbe Alemany com a prolongació del Pla de Balenyà travessat pel carrer de Gurb i Morgades.
La casa es construí quatre anys després d' haver-se urbanitzat el carrer i roman isolada com a únic element testimonial d'aquella època.